# علیرضا زاکانی
علیرضا زاکانی (زادهٔ ۱۲ اسفند ۱۳۴۴) سیاستمدار اصول‌گرا و مدیر ارشد اجرایی ایرانی است که از سال ۱۴۰۰ به‌عنوان چهل و هفتمین شهردار تهران فعالیت می‌کند. او همچنین از سال ۱۴۰۲ به‌عنوان نماینده ویژه رئیس‌جمهور در امور مدیریت آسیب‌های اجتماعی در شهر تهران منصوب شد.
زاکانی، نماینده قم در دوره یازدهم مجلس شورای اسلامی تا ۲۳ مرداد ۱۴۰۰ و رئیس مرکز پژوهش‌های مجلس شورای اسلامی از ۱ مرداد ۱۳۹۹ تا ۲۳ مرداد ۱۴۰۰ بوده است. او همچنین عضو هیئت علمی دانشگاه علوم پزشکی تهران، و رئیس پیشین سازمان بسیج دانشجویی هم بوده و در وقایع ۱۸ تیر ۱۳۷۸ و حمله به کوی دانشگاه تهران حضور داشته است. وی عضو شورای عالی جمعیت هلال احمر نیز بوده است. او نمایندگی تهران در دوره‌های هفتم، هشتم و نهم مجلس شورای اسلامی و ریاست کمیسیون ویژه بررسی برجام را برعهده داشته است. او دارای فعالیت مطبوعاتی بوده و علاوه بر دو دوره عضویت در هیئت منصفه دادگاه مطبوعات، صاحب وب سایت خبری جهان‌نیوز و هفته‌نامه پنجره است.
زاکانی برای ریاست جمهوری در سال ۱۳۹۲ و ۱۳۹۶ نامزد و توسط شورای نگهبان رد صلاحیت شد، اما در انتخابات ۱۴۰۰ و ۱۴۰۳ توسط شورای نگهبان تأیید صلاحیت شد. او در ۱۷ مرداد ۱۴۰۰، از سوی شورای شهر تهران به‌عنوان شهردار تهران انتخاب شد و پس از صدور حکم در ۱۱ شهریور آغاز به کار کرد.

## اوایل زندگی و تحصیلات
زاکانی در ۱۲ اسفند ۱۳۴۴ در محله اتابک لرزاده (میان میدان شوش و میدان خراسان تهران)، از حسین زاکانی و فاطمه کرندابی به دنیا آمد و در همین منطقه نیز دوران کودکی و نوجوانی‌اش را سپری کرده است. پدرش از لوتی‌ها و داوران کشتی ایران بود که پس از بازنشستگی عضو ستاد برگزاری مراسم بزرگداشت غلامرضا تختی شد. پدربزرگ مادری زاکانی، از اهالی تبریز است. جد مادری‌اش اهل کاشان و اجداد پدری‌اش نیز در روستاهای شمال تهران (زایگان و لالان) زندگی می‌کردند.

### حضور در جنگ و جانبازی
زاکانی در سال ۱۳۶۲ همزمان با حضور در جنگ ایران و عراق و مجروحیت از ناحیهٔ دست، پا و گردن، مدرک دیپلم خود را گرفته است. او دربارهٔ انتشار کارنامهٔ تحصیلی‌اش در دورهٔ دبیرستان که در چند درس نمرات خوبی کسب نکرده در فضای مجازی، گفت است: «بنده در دوران دبیرستان هیچگاه نمراتی را که ذکر کرده‌اید نداشته‌ام و تنها در سال ۶۲ دو تا تجدیدی دارم؛ زیرا بنده سال ۶۲ تا ۶۳ اردیبهشت ماه در جبهه بودم و تنها ۷ روز بدون معلم درس خواندم و در طول تحصیل هم به علت حضور در منطقه عملیاتی ترک تحصیل تلقی شده بودم و آن دو درس هم مدتی بعد امتحان دادم و قبول شدم.»
۶۲ ماه حضور داوطلبانه در جبهه‌ها، شرکت در ۱۵ عملیات بزرگ و جانبازی ۵۰درصد، در کنار حضور در ستاد جنگ‌های نامنظم، لشکر ۲۷ محمد رسول‌الله و لشکر ۱۰ سیدالشهدا و قرارگاه‌های جنوب و غرب از دیگر سوابق او در دوران جنگ ایران و عراق بوده است. او عمدتاً در واحدهای تخریب و «اطلاعات-عملیات» حضور داشته و مسئولیت‌هایی از جمله مسئول محور اطلاعات و عملیات قرارگاه نجف اشرف ۳، قائم‌مقام اطلاعات و عملیات لشکر۲۷ و نهایتاً مسئولیت محور این لشکر را برعهده داشته است.

### دبیرستان و دانشگاه
او در یکی از دبیرستان‌های شرق تهران واقع در محله نارمک جنوبی به نام دبیرستان دانشمند تحصیل کرده است
پس از پایان جنگ، او در رشته کارشناسی دستیاری کودکان پذیرفته شد و همان ترم‌های نخست با تغییر رشته به دکترای حرفه ایی پزشکی هسته‌ای، تخصص گرفت.
دربارهٔ مدرک تحصیلی او نیز نشریه و وبسایت خبری بامداد (روزنامه) با انتشار تصویر مدارک تحصیلی وی اعلام کرد که علیرضا زاکانی در دوره تحصیل خود ۳ ترم مشروط شده است. همچنین این سایت اشاره می‌کند که در دوران متوسطه نمراتی مثل ۲٫۲۵ برای درس ریاضی و ۳٫۵ برای درس شیمی در شهریور سال تحصیلی ۶۳–۱۳۶۲ دارد و در دوران دانشگاه نیز با ارتباطات توانسته است که تغییر رشته از کارشناسی «دستیاری کودکان» به دکترای حرفه ایی «پزشکی هسته‌ای» بدهد که منجر به شکایت وی از محمدرضا تقوی فرد به عنوان نویسنده و سردبیر روزنامه بامداد در دادسرای فرهنگ و رسانه شد. او در این باره نیز گفته که «ذیل همان نامه منتشر شده در بامداد (روزنامه) نوشته شده بود که دو ترم از این سه ترم از مشروطی درآمده‌ام که دلیل آن تأخیر در اعلام نمرات بوده است که هنوز این چنین مشکلاتی برای دانشجویان رخ می‌دهد و نکته دیگر آنکه آن یک ترم هم به آن دلیل مشروط شدم که مجبور بودم در کنار درس و مسئولیت بسیج دانشگاه برای تأمین خرج زندگی؛ یازده ماه از سال با ماشین کار کنم!» او همچنین در مورد تغییر رشته از دستیاری کودکان می‌گوید که به علت جراحات موجود، تعییر رشته از کارشناسی دستیاری کودکان به دکترای حرفه ایی پزشکی با تخصص پزشکی هسته ای را با تأکید مسئولان دانشگاه علوم پزشکی تهران انجام داده است!

### زندگی شخصی
همسر علیرضا زاکانی، معصومه پاکتچی است.پاکتچی دارای تحصیلات سطح ۳ حوزه علمیه می‌باشد که سالیان متمادی در مدیریت حوزه‌های علمیه استان تهران مشغول به فعالیت می‌باشد. وی از سال ۱۳۸۶ مسئولیت واحد خواهران بنیاد فرهنگی حضرت مهدی موعود را عهده‌دار بوده و تندیس مهدی‌یاوران را در همایش بین‌المللی دکترین مهدویت در زمینه مدیریت در سال ۱۳۹۱ دریافت کرده است.
زاکانی دارای ۳ فرزند دختر به نام‌های طیبه، مریم و زینب است. دختر اول او در دوره دبیرستان و دو دختر بعدی پس از ورود به دانشگاه ازدواج کردند. مریم زاکانی دومین فرزند اوست که لیسانس مهندسی کامپیوتر را از دانشگاه صنعتی شریف و فوق لیسانس علوم انسانی دیجیتال را از اکول پلی‌تکنیک فدرال لوزان دریافت کرده است. او یکی از اولین گروه فارغ‌التحصیلان این رشته در این دانشگاه استو به همراه همسرش حسین حیدری به ایران بازگشته است.

#### تحصیل فرزند وی در سوئیس
رسانه‌های متعددی در باب تحصیل دختر علیرضا زاکانی و تولد نوه وی در سوئیس منتشر کرده‌اند. مریم زاکانی برای دریافت مدرک فوق‌لیسانس خود در رشته علوم انسانی دیجیتال به دانشگاه اکول پلی‌تکنیک فدرال لوزان رفت. او هنگامی که مشغول به تحصیل در ترم دوم فوق‌لیسانس بود، فرزندش را به دنیا آورد؛ به همین دلیل گفته می‌شود که نوه علیرضا زاکانی دو تابعیتی است.
زاکانی در واکنش به این اخبار اطلاعیه ای را از ستاد خود منتشر کرد که دختر وی هیچ‌گونه بورسیه تحصیلی از داخل و خارج ایران دریافت نکرده و هیچ تعهدی نسبت به دانشگاه و کشور محل تحصیل ندارد و فقط به جهت سابقه ممتاز تحصیلی در این دانشگاه به صورت رایگان مشغول به تحصیل شده است.
آفتاب یزد در واکنش به این خبر نوشت: دانشگاهی که دختر زاکانی در آن تحصیل کرده، تحت حمایت دولت فدرال سوئیس است و این دانشگاه با وجود دولتی بودن در مقاطع لیسانس و فوق لیسانس مقداری شهریه از دانشجویان خود دریافت می‌کند. این دانشگاه ترمی حدود ۸۰۰ فرانک شهریه از دانشجویان دریافت می‌کند، یعنی برای چهار ترم شهریه دانشگاه حدود ۳۲۰۰ فرانک می‌شود.

### فعالیت علمی
زاکانی عضو هیئت علمی دانشگاه علوم پزشکی تهران و دانشیار پزشکی هسته‌ای است و در بیمارستان امام خمینی (تهران) و مجتمع درمانی ولیعصر مشغول به طبابت است. او پیش از این، در زمینه پژوهشی رادیوداروها نیز فعالیت بسیار مختصری داشته است.

## فعالیت‌های سیاسی

### بسیج دانشجویی
زاکانی در دوره تحصیلی خود، عضو بسیج دانشجویی بود. او از اواخر سال ۷۷ مسئول بسیج دانشجویی دانشگاه‌های استان تهران بود و در وقایع ۱۸ تیر ۱۳۷۸ و حادثه کوی دانشگاه تهران حضور داشت. در جریان راهپیمایی ۲۳ تیر ۷۸ که با هدف پایان دادن به اعتراضات دانشجویان از سوی حکومت برگزار شد، او در کنار حسن روحانی دبیر وقت شورای عالی امنیت ملی، یکی از سخنرانان مراسم بود. او به دفعات با مصطفی تاجزاده معاون سیاسی وقت وزارت کشور دربارهٔ حوادث آن زمان مناظره کرده است.
زاکانی از سال ۱۳۷۹ مسئولیت سازمان بسیج دانشجویی کشور را برعهده گرفت و در سال ۱۳۸۲ از این سمت استعفا داد.

### فعالیت حزبی

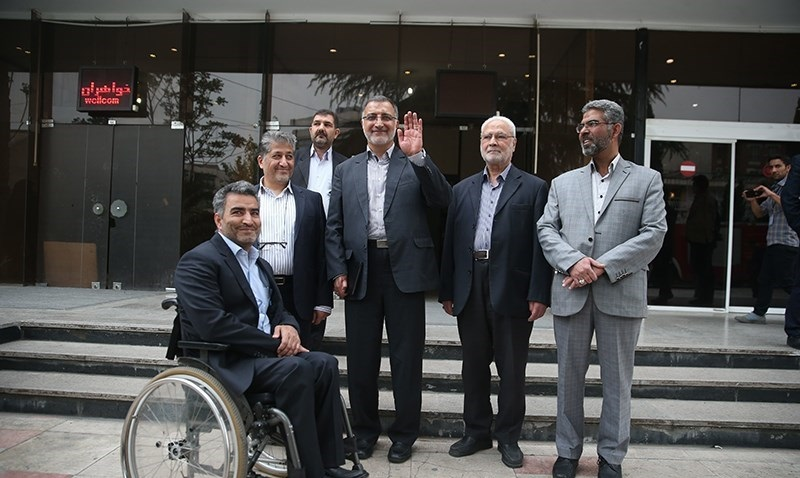
ثبت‌نام علیرضا زاکانی در انتخابات ریاست‌جمهوری ایران (۱۳۹۶)، با همراهی بیژن رنجبر، حسین صمصامی و منوچهر محمدی

زاکانی پس از پایان مسئولیت در بسیج دانشجویی، جمعیت رهپویان انقلاب اسلامی را تأسیس کرد و برای چند دوره دبیرکل این حزب سیاسی اصولگرا بود. وی پیش از آن عضو شورای مرکزی ۱۱ نفره جبهه متحد اصولگرایان بود و برای حضور فعال در انتخابات ریاست جمهوری ۱۳۹۶ در قالب جبهه مردمی نیروهای انقلاب اسلامی فعالیت کرده است. در حال حاضر او ریاست جبهه تحول‌خواهان انقلابی را برعهده دارد که متشکل از سه تشکل سیاسی جمعیت ایثارگران انقلاب اسلامی، جمعیت جانبازان انقلاب اسلامی و جمعیت رهپویان انقلاب اسلامی است.

## مجلس شورای اسلامی

### دورهٔ هفتم
او پس از راهیابی به مجلس هفتم از حوزه انتخابیه تهران، ری، شمیرانات و اسلامشهر، برای یک‌سال در هیئت رئیس مجلس عضویت داشت و علاوه بر آن در کمیسیون آموزش و تحقیقات فعالیت کرد. وی، از منتقدان جدی مدیریت خانواده آیت‌الله هاشمی رفسنجانی و عبدالله جاسبی در دانشگاه آزاد اسلامی بود و تحقیق و تفحص از دانشگاه آزاد اسلامی را در مجلس کلید زد که باعث تحولات مهمی در این دانشگاه شد.

زاکانی، تحقیق و تفحص از تخلفات آزمون دستیاری را نیز در همین دوره کلید زد و ریاست آن هیئت را برعهده داشت. در این تحقیق و تفحص مشخص شد که برای چند ین سال تقلب در آزمون دستیاری پزشکی در حجم وسیعی صورت گرفته است. علیرضا زاکانی در یک سخنرانی در سال ۱۳۹۳ نشان دار کردن سوالات در آزمون دستیاری را تأیید کرد و گفت:
موضوع اسفناک‌تر این بود که از سال ۷۷ تا ۸۲ سوالات آزمون دستیاری به فروش رسیده بود و هر سؤالی را نیز تا ۳۰ میلیون تومان می‌فروختند لذا وقتی ما کار بررسی را انجام دادیم و به لطف خدا به نتیجه رسید یک پزشک که نام او را نمی‌دانم برای من نوشت که من دفترچه آزمون سال ۷۷ را خریداری کردم و از ۲۰۰ سؤال ۱۴۶ سؤال آن مارک شده بود یعنی اگر کسی هیچ سوادی هم نداشت تنها با یک خط‌کش متوجه می‌شد که گزینه درست کجاست و در این صورت در بهترین رشته قبول می‌شد؛ حال حساب کنید کسی که با تقلب وارد یک حوزه تخصصی شده چطور می‌خواهد این مسئله را جبران کند.
او در دوره نمایندگی خود منتقد عملکرد قاضی مرتضوی و استفاده از علی کردان، محمدرضا رحیمی و اسفندیار رحیم مشایی در دولت محمود احمدی‌نژاد بود.

### دورهٔ هشتم
زاکانی در انتخابات هشتمین دوره مجلس شورای اسلامی با کسب ۳۳۹ هزار و ۱۹۹ رای به عنوان نفر هفتم از حوزه انتخابیه تهران، ری، شمیرانات و اسلامشهر به مجلس راه یافت و علاوه بر عضویت در کمیسیون آموزش و تحقیقات به عضویت کمیسیون اصل نود نیز درآمد.

#### ناآرامی‌های پس از انتخابات ریاست جمهوری سال ۱۳۸۸

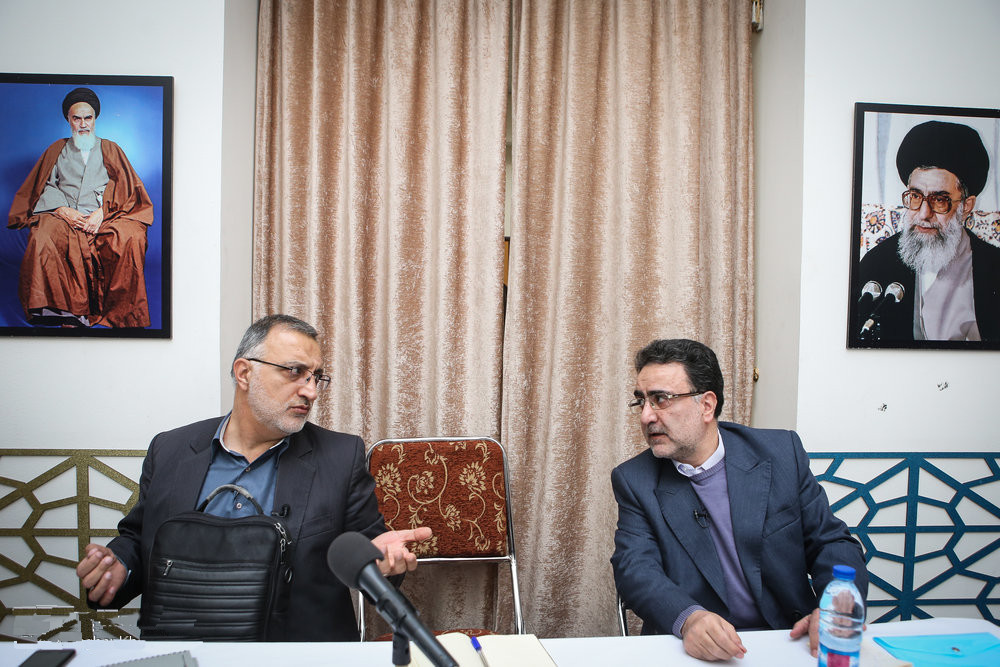
مناظره زاکانی و تاجزاده دربارهٔ وقایع ۷۸ و اعتراضات ۸۸ در مجموعه سرچشمه تهران

علیرضا زاکانی و حزب متبوعش در جریان انتخابات ریاست جمهوری سال ۱۳۸۸ علی‌رغم انتقادهایی که به دولت مستقر داشتند از حامیان محمود احمدی‌نژاد بود. او در حوادث پس از انتخابات نیز نقش فعالی داشت و به شهادت قاضی حیدری‌فر که در آن زمان از مسئولان پرونده‌های بازداشت شدگان بود، زاکانی به همراه فرهاد رهبر با پا درمیانی به آزادی دانشجویان بازداشت شده دانشگاه تهران در تاریخ ۲۳ خرداد ۱۳۸۸ کمک کرد. به علاوه زاکانی با ارائه مدارکی سعی در محکوم کردن سعید مرتضوی به عنوان آمر انتقال زندانیان به بازداشتگاه کهریزک که منجر به فوت سه تن از آن‌ها شد نمود.

#### موضع علیه معاون اول دولت احمدی‌نژاد
علیرضا زاکانی با انتصاب محمدرضا رحیمی به معاون اولی دولت محمود احمدی‌نژاد مخالفت کرد و در جریان جلسه استیضاح علی کردان وزیر وقت کشور، مدرک تحصیلی رحیمی را نیز جعلی خواند. همزمان هفته نامه پنجره نیز اقدام به انتشار پرونده‌ای دربارهٔ برخی اتهامات رحیمی از جمله دست داشتن او در پرونده فساد موسوم به ایران کرد که با واکنش رحیمی مواجه شد و معاون اول دولت از علیرضا زاکانی، سردبیر پنجره و دبیر سیاسی این نشریه شکایت کرد. زاکانی همچنین رحیمی را به توزیع پول میان برخی نمایندگان در زمان ریاست بر دیوان محاسبات نیز متهم کرد.
این کش‌وقوس‌ها در پایان با شکایت همزمان علیرضا زاکانی، احمد توکلی و الیاس نادران از محمدرضا رحیمی همراه شد و پرونده او به قوه قضاییه رفت.

#### کمک مالی به نشریه پنجره
سایت اصولگرای مشرق تصویر تفاهم‌نامه‌ای را در سال ۱۳۹۰ منتشر کرده که بر اساس بند ۴ آن، سازمان تبلیغات اسلامی پرداخت ۵۰۰ میلیون تومان را برای بصیرت‌زایی به نشریه پنجره (تحت مدیریت علیرضا زاکانی) برای یک سال تعهد کرده بود. در پاسخ زاکانی اعلام کرد که این یک تفاهم نامه بوده است و نه فاکتور.

### دورهٔ نهم
زاکانی در انتخابات نهمین دوره مجلس شورای اسلامی با کسب رای لازم از حوزه انتخابیه تهران، ری، شمیرانات و اسلامشهر به مجلس راه یافت و علاوه بر عضویت کمیسیون شوراها و امور داخلی رئیس کمیسیون ویژه بررسی برجام شد.

#### ریاست کمیسیون ویژه بررسی برجام
پس از پایان مذاکرات هسته‌ای ایران و تدوین برنامه جامعه اقدام مشترک توسط ایران و کشورهای ۱+۵، نتایج به کشورها ارسال شد، که در این بین مجلس شورای اسلامی ایران، کمیسیون ویژه را مسئول بررسی این توافق کرد. علیرضا زاکانی مسئولیت این کمیسیون ویژه را که «کمیسیون ویژه بررسی برجام، پیامدها و نتایج» نام داشت، با رأی نمایندگان مجلس بر عهده گرفت. وی در زمان مدیریت خود در این کمیسیون، دعوت از مقامات هسته‌ای، سیاسی و اقتصادی ایران به کمیسیون برجام را در دستور کار خود قرار داد و در نامه‌های جداگانه به سران قوا، خواستار دیدار با آن‌ها شد. وی همچنین در نامه‌ای به محمدجواد ظریف، خواستار حضور یوکیا آمانو مدیرکل آژانس بین‌المللی انرژی اتمی در کمیسیون برجام و ارائه توضیحات در خصوص توافق با ایران شد. همچنین وی در برنامه تلویزیونی متن حاشیه، دربارهٔ ارائه اطلاعات محرمانه توافق ایران و آژانس گفت که علی‌اکبر صالحی قول داده که این مفاد را در اختیار کمیسیون قرار بدهد.

#### ادعاها دربارهٔ کرسنت و رد ادعاهای وی
زاکانی از مخالفان کرسنت بشمار می‌رود و معتقد است که ایران در کرسنت ۵۶ میلیارد دلار ضرر کرده است. وی اعلام کرد اظهارات و اقدامات مسئولان نفتی آخرین کورسوهای امید را نیز در داوری بین‌المللی از بین می‌برد. این سخن در حالی گفته شد که دادگاه لاهه از اظهارات زاکانی علیه ایران استفاده کرد و در صورت جریمه شدن ایران توسط لاهه، اظهارات زاکانی از عوامل مهم آن است. زنگنه اعلام کرد که صحبت‌های نابجایی برخی مقامات ایرانی همچون علیرضا زاکانی کرده‌اند، منجر به استناد تیم داوری شرکت کرسنت پترولیوم به صحبت‌های آنان شده است و در نتیجه منابع ملی به خاطر صحبت‌های غیرواقعی اصولگرایانی که در صدد تخریب اصلاح‌طلبان بوده‌اند به خطر افتاده است. در جایی دیگر از رئیسی خواست تا دربارهٔ جریمه از جلیلی، زاکانی و بذرپاش دربارهٔ کرسنت بیشتر بپرسد که چه کسی دنبال مذاکره بوده و در چه زمانی و چه مرجعی چنین موردی را تصویب کرده است.

#### محکومیت قضایی توسط دیوان عالی و تبرئه
شعبه ۹ دادگاه کیفری یک تهران، پس از رسیدگی به شکایت وزارت نفت، علیرضا زاکانی را به جرم نشر مطالب خلاف‌واقعبه یک سال حبس تعزیری محکوم کرد که قابلی تبدیل به ۵۰ میلیون ریال جزای نقدی را داشت. این حکم در تجدید نظرخواهی نیز به تأیید دیوان عالی کشور نیز رسید و نتیجه نهایی و پایانی آن با محکومیت زاکانی تأیید و ابلاغ شد،اما خود زاکانی بعدها اعلام کرد که در پیگیری‌های مجدد، با رأی قاطع هیئت‌منصفه تبرئه شده است. ستاد انتخاباتی او ادعا کرد که پس از فرجام خواهی از رأی صادره با اعتراض و درخواست زاکانی، حکم حبس یک‌ساله مورد اعاده دادرسی و اعمال ماده ۴۷۷ قانون آیین دادرسی کیفری قرار گرفت و نهایتاً موجب برائت از اتهامات وارده شد.

#### ادعاها دربارهٔ حسین فریدون

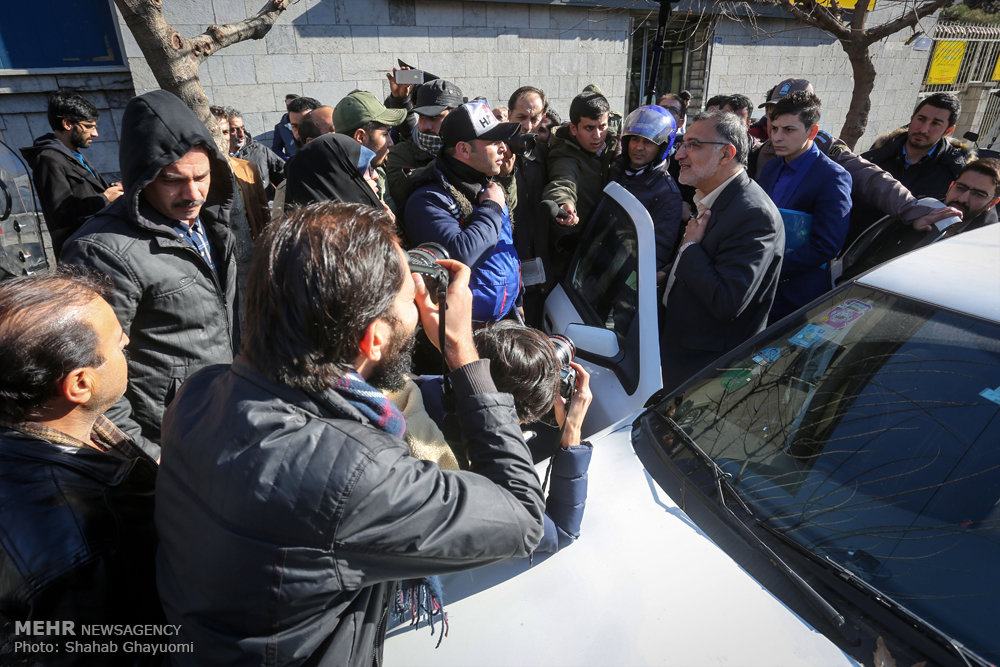
زاکانی در دادگاه شکایت حسین فریدون و وزارت نفت

علیرضا زاکانی در یک نشست خبری دربارهٔ فساد اقتصادی خطاب به حسن روحانی رئیس‌جمهور وقت ایران دست به افشاگری دربارهٔ روابط حسین فریدون برادر رئیس‌جمهور با برخی از بدهکاران بانکی همانند رسول دانیال‌زاده و شب‌دوست مالامیری و بانک‌های ملت و رفاه زد و گفت: آقای فریدون در این کشور چه کار می‌کند؟ آقای رئیس‌جمهور اگر می‌خواهد جلوی فساد را بگیرد به اخوی خود مراجعه کند.
این افشاگری با واکنش حسین فریدون مواجه شد و برادر رئیس‌جمهور بابت این اظهارات از زاکانی شکایت کرد. زاکانی نیز با حضور در دادگاه تبرئه شدو برخی افراد نظیر دانیال‌زاده نیز دستگیر شدند.

#### حمایت از مفسد اقتصادی
یک مقام وزارت اطلاعات، علیرضا زاکانی را به حمایت از یک متخلف اقتصادی متهم کرد. زاکانی به افشای مطالبی دربارهٔ دخالت و مشارکت مأموران وزارت اطلاعات در پرونده‌های مهم فساد اقتصادی پرداخته بود که در تاریخ ۲۸ مرداد ۱۳۹۸ یک «مقام وزارت اطلاعات» اعلام کرد برخلاف ادعای مطرح شده در این برنامه زنده، جلسه مورد اشاره (در سال ۱۳۹۵) به درخواست آقای زاکانی تشکیل شده بود و ایشان به بهانه ارائه اطلاعات در مورد تخلفات اقتصادی در حوزه پتروشیمی، دنبال دفاع و حمایت از یک متخلف در حال تعقیب در یکی از پرونده‌های مفاسد اقتصادی دارای اقدامات مجرمانه (اخاذی و ارتشاء) بوده است.

### دورهٔ دهم
زاکانی در انتخابات دهمین دوره مجلس شورای اسلامی با کسب ۷۶۷ هزار و ۲۵۸ رای و با کسب رتبه سی‌ونهم در حوزه انتخابیه تهران، ری، شمیرانات و اسلامشهر از راهیابی به مجلس بازماند.

#### بازگشت به بسیج
زاکانی پس از آنکه نتوانست برای چهارمین بار به مجلس شورای اسلامی راه پیدا کند، از مرداد ۹۵ تا خرداد ۹۸، رئیس مجمع عالی بسیج کشور را با جایگاه ۱۹ سرلشکر پاسدار برعهده گرفت.

#### افشاگری دربارهٔ اکبر طبری
زاکانی خرداد ۹۸ و درحالی‌که مصونیت قضایی نمایندگی نیز نداشت، دست به افشاگری علیه یکی از مدیران ارشد قوه قضائیه بود، زد و گفت:
کسی که دو رئیس قوه را بیچاره کرده و دچار مشکل بوده و مایه بدنامی قوه قضائیه و زد و بند شده را باید کنار گذاشت.
این افشاگری زاکانی با واکنش مصطفی تاجزاده نیز مواجه شد و او در مناظره خطاب به زاکانی گفت: «آنقدر فساد افزایش پیدا کرده که آقای زاکانی هم می‌ترسد اسم فاسد را بیاورد و فقط می‌گوید یک نفر هست دو رئیس قوه قضائیه از دستش عاجز شده‌اند.» در واکنش به این سخنان، زاکانی دست به افشاگری زد و نام او را اکبر طبری اعلام کرد.

### دورهٔ یازدهم
زاکانی در انتخابات یازدهمین دوره مجلس شورای اسلامی با کسب ۱۹۰ هزار و ۴۲۲ رای از حوزه انتخابیه قم به مجلس راه یافت و به عضویت کمیسیون اصل ۹۰ مجلس شورای اسلامی درآمد.
زاکانی از ۲٫۵۰۰ پزشکی بود که در نامه‌ای به رهبر جمهوری اسلامی ایران در بحبوحه دنیاگیری کووید-۱۹ در ایران، خواستار منع واردات واکسن کرونا از کشورهای انگلستان، فرانسه و آمریکا شدند.

#### ریاست بر مرکز پژوهش‌های مجلس
پس از تشکیل مجلس یازدهم، علیرضا زاکانی که سابقه ۳ دوره نمایندگی را داشت ریاست مرکز پژوهش‌های مجلس را برعهده گرفت و دست به تغییر ساختار این مرکز پژوهشی زد که با انتقاداتی از سوی برخی نمایندگان و فعالان سیاسی نیز مواجه شد.
زاکانی در سال ۱۳۹۸، مسعود فیاضی برادر داماد خود را به عنوان مدیر کل مرکز مطالعات فرهنگی مرکز پژوهش‌ها منصوب کرد که با اعتراض مواجه شد.

### شکایت وزارت اطلاعات، تبرئه
زاکانی به دلیل گفته‌هایی که در برنامه تلویزیونی تهران ۲۰ شبکه ۵ سیمای جمهوری اسلامی انجام داد با شکایت وزارت اطلاعات مبنی بر نشر اکاذیب به دادگاه فراخوانده شد. نخستین پرونده جرایم سیاسی در تاریخ جمهوری اسلامی ایران در شعبه ۹ دادگاه کیفری یک استان تهران یکشنبه ۲۰ مهر سال ۱۳۹۹ برگزار شد که نتیجه این دادگاه صدور حکم برائت زاکانی بود.

## انتخابات ریاست‌جمهوری

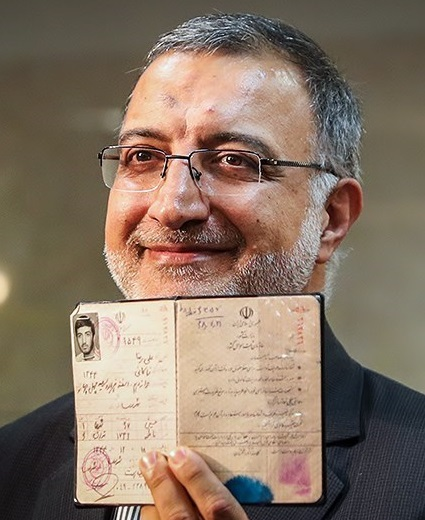
زاکانی در جریان ثبت نام در انتخابات ریاست جمهوری ۱۳۹۶

### عدم‌احراز صلاحیت در انتخابات ۱۳۹۲ و ۱۳۹۶
علیرضا زاکانی در ۲ دوره پیاپی انتخابات ریاست‌جمهوری ۱۳۹۲ و انتخابات ریاست‌جمهوری ۱۳۹۶ با حضور در ستاد انتخاباتی وزارت کشور در یازدهمین و دوازدهمین دوره انتخابات نام‌نویسی که پس از بررسی شورای نگهبان رد صلاحیت شد. به گفته زاکانی مفتوح بودن پرونده شکایت وزارت نفت و حسین فریدون از وی و محکوم شدن به یک سال حبس در دادگاه بدوی، دلیل این ردصلاحیت عنوان شده بود. زاکانی البته به این رأی اعتراض کرد و دیوان عالی کشور رأی به تبرئه او داد.

### انتخابات ریاست جمهوری ۱۴۰۰
علیرضا زاکانی در سیزدهمین دورهٔ انتخابات ریاست جمهوری ایران نیز شرکت کرد که با نظر شورای نگهبان احراز صلاحیت شد. طی احکامی روح‌الله متفکر آزاد (نماینده تبریز) ریاست ستاد انتخاباتی زاکانی و مالک شریعتی (نماینده تهران) سخنگوی ستاد انتخاباتی او شدند.

#### ستاد انتخاباتی دهه‌شصتی‌ها
زاکانی در یکی از اولین برنامه‌های تبلیغاتی تلویزیونی خود، نام ستاد انتخاباتی خود را «ستاد دهه شصتی‌ها» اعلام کرد.

#### اعلام لیست اموال و هزینه انتخاباتی
زاکانی با حضور در برنامه اینترنتی تبادل اولین نامزدی بود که به چالش شفافیت پیوست و دارایی‌های خود را اعلام کرد. او دارای دو واحد ۹۵ متری در خیابان ایران واقع در شهر تهران است و همسرش نیز یک‌خانه ۷۵ متری در پردیسان قم دارد. او اعلام کرد که ۱۰۰ میلیون تومان برای انتخابات هزینه خواهد کرد.

#### انصراف از انتخابات ۱۴۰۰
علیرضا زاکانی در تاریخ ۲۶ خردادماه ۱۴۰۰ به نفع سید ابراهیم رئیسی از شرکت در انتخابات ریاست‌جمهوری ۱۴۰۰ کناره‌گیری کرد.

#### شباهت به محمود احمدی‌نژاد
در انتخابات ریاست‌جمهوری ۱۴۰۰، پس از نخستین مناظره زنده تلویزیونی هفت کاندید ریاست جمهوری، رسانه‌های متعددی نسبت به رویه سخن و صحبت علیرضا زاکانی واکنش نشان دادند و او را یادآور شیوه محمود احمدی‌نژاد در مناظرات سال ۱۳۸۸ دانستند. زاکانی در چند صحنه نمودارها و اینفوگرافی‌هایی را روبروی دوربین گرفت؛ امری که باعث شد بیش از آنکه مورد توجه جدی قرار بگیرد، سوژه کاربران شبکه‌های اجتماعی شود.برخی از رسانه‌ها نیز وی را بدل احمدی‌نژاد خطاب کردند.

### انتخابات ریاست‌جمهوری ۱۴۰۳
وی در روز شنبه ۱۲ خرداد ۱۴۰۳ با حضور در وزارت کشور برای انتخابات ریاست‌جمهوری دوره چهاردهم ثبت‌نام کرد و در ۲۰ خرداد صلاحیت وی توسط شورای نگهبان احراز شد. لطف‌الله فروزنده در جریان انتخابات ریاست‌جمهوری سال ۱۴۰۳ به‌عنوان رئیس ستاد انتخاباتی زاکانی منصوب شد.
زاکانی در تاریخ ۷ تیر ماه ۱۴۰۳ از ریاست‌جمهوری ۱۴۰۳ کناره‌گیری کرد و از سعید جلیلی و محمدباقر قالیباف خواست تا با «وحدت» مانع از تشکیل «دولت سوم روحانی» شوند.

## شهرداری تهران

### گزینه شهرداری و عدم تأیید رئیس شورا
بر پایه گزارش خبرگزاری رسمی صدا و سیما، علیرضا زاکانی در رقابت نهایی با مازیار حسینی، دیگر نامزد سمت شهرداری تهران موفق شد، ۱۲ رای از آرای منتخبان اصولگرای شورای شهر تهران را کسب کند و به عنوان گزینه نهایی هدایت شهرداری تهران انتخاب گردد. وی پیش از این با ۹ رای در مقابل ۸ رای مازیار حسینی به دور دوم رفت. پس از این انتخاب، رئیس شورای شهر ششم تهران اخبار منتشر شده مبنی بر انتخاب زاکانی به عنوان شهردار تهران را تأیید نکرد. مهدی چمران در گفتگو با ایسنا، اخبار منتشر شده دربارهٔ انتخاب زاکانی به عنوان شهردار تهران را تأیید نکرد.رسانه فرارو به نقل از اعتماد آنلاین لیست رای‌دهندگان را منتشر نمود که در بین آن‌ها نرجس سلیمانی و مهدی چمران به علیرضا زاکانی رای نداده بودند.

### انتخاب به عنوان شهردار
اعضای ششمین دوره شورای اسلامی شهر تهران سرانجام روز یکشنبه ۱۷ مرداد ۱۴۰۰، علیرضا زاکانی را با ۱۸ رأی از مجموع ۲۱ رأی به عنوان نوزدهمین شهردار تهران برگزیدند.

### اعتراضات به انتخاب وی
پس از انتخاب وی به عنوان نوزدهمین شهردار تهران، اعتراضات متعددی نسبت به این موضوع از سوی افراد و رسانه‌های مختلف عنوان شد. وی به عنوان یک چهره تندرو، هیچ‌گونه سابقه مدیریتی در کارنامه خود ندارد.پیش از این علیرضا زاکانی در انتخابات ریاست جمهوری به نفع ابراهیم رئیسی کنار رفت. عبدالناصر همتی، دیگر نامزد انتخابات ریاست جمهوری، در مناظره‌های انتخاباتی بارها زاکانی را نامزد «پوششی» و «سوپر پوششی» خواند که زاکانی نیز در پاسخ وی را نامزد «روکشی» خطاب کرد. از سویی، زاکانی در رشته توئیتی نوشت که ابراهیم رئیسی، رئیس‌جمهوری ایران در نظر داشته که او را در کابینه جدید به عنوان وزیر رفاه یا وزیر بهداشت بگمارد.

### مخالفت سازمان بازرسی
در پی انتخاب زاکانی به عنوان شهردار تهران، سازمان بازرسی کل کشور در نامه‌ای خطاب به مهدی چمران، رئیس شورای شهر تهران تأکید کرد، که انتخاب شهردار تهران باید بر اساس ضوابط و مقررات مربوط از جمله مدرک تحصیلی و سابقه مدیریت مرتبط انجام شود. در این نامه که به تازگی و پس از رای اعضای شورای شهر به علیرضا زاکانی خطاب به مهدی چمران نوشته و ارسال شده به صراحت عنوان شده است که ضوابط و مقررات مربوط به انتخاب شهرداران از جمله آیین‌نامه اجرایی شرایط احراز سمت شهردار مصوب ۴ دی ماه سال ۱۳۹۷ از نظر ارتباط مدرک تحصیلی و سابقه مدیریتی باید مدنظر گیرد. در این نامه همچنین تصریح شده است که شورای شهر باید از هرگونه تصمیم‌گیری بر اساس فشارهای سیاسی، امور حزبی و جناح‌بندی گروهی برخلاف منافع عمومی و مصالح شهروندان اجتناب کند.

### تغییر قانون به نفع شخص وی
علیرضا زاکانی مدرک و تخصص و پیشینه مورد نیاز برای شهردار شدن را ندارد و حتی این انتخاب برخلاف قوانین وزارت کشور است، اما پرویز سروری در یک برنامه تلویزیونی به موانع قانونی شهردار شدن زاکانی پاسخ داد. او در این برنامه اعلام کرد که می‌خواهند از معادل سازی دوره نمایندگی مجلس زاکانی برای شرط نداشتن ۹ سال سابقه اجرایی وی استفاده کنند. وی در پاسخ به موضوع مطرح شده توسط مجری در مورد تحصیلات غیرمرتبط شهردار منتخب پاسخ داد که قانون اشتباه است و با مذاکره با مجلس شورای اسلامی و وزارت کشور درصددند مدرک پزشکی را هم جزو رشته‌های مرتبط با مدیریت شهری قرار دهند زیرا سلامت جامعه هم مهم است. اما علی‌رغم این حرف، قانون تغییر نکرد و شکایات متعددی توسط افراد مختلف علیه انتصاب او به عنوان شهردار تهران انجام شد. مهم‌ترین آنها شکایت محمدصالح مفتاح از فعالان اصولگرا بوده است که از وزیر کشور شکایت کرد.

### عملکرد در شهرداری

#### شهر فروشی در تهران
علیرضا زاکانی، شهردار تهران در یک سال فعالیت خود در شهرداری تهران، مدعی شد که تراکم‌فروشی کاهش چشمگیری داشته است. شهردار تهران در حالی مدعی کاهش تراکم فروشی را دارد که آمار رسمی منتشر شده با ادعای او در تناقص است. باید در نظر داشت این ادعای زاکانی مبنی بر کاهش تراکم فروشی حسن نیت او در عدم انجام شهرفروشی نیست، بلکه به دلیل گرانی مصالح ساختمانی و پاندمی کرونا آمار ساخت و ساز کاهش یافته بود. بنا به گزارش آماری اطلاعات پروانه‌های ساختمانی صادر شده توسط شهرداری‌های کشور در زمستان ۱۴۰۰، حدود ۳۹ هزار و ۹۲۳ بوده که از این میزان تعداد ۱ هزار و ۴۸۹ پروانه توسط شهرداری تهران صادر شده است و سهم تعداد پروانه‌های ساختمانی صادر شده توسط شهرداری تهران در زمستان ۱۴۰۰ به رقم ۳٫۷ درصد از کل پروانه‌های ساختمانی کشور رسیده است.
این در حالی است که در زمستان ۱۳۹۹ ما شاهد صدور ۱ هزار و ۸۱۱ پروانه ساختمانی توسط شهرداری تهران بوده‌ایم و کاهش تعداد پروانه‌های ساختمانی زمستان ۱۴۰۰ نسبت به رقم سال قبل همین فصل غیرقابل انکار است.
عملکرد ۱۰ ماهه علیرضا زاکانی سبب شد تا اعضای شورا با صراحت بیشتری از عملکرد او انتقاد کنند. در این بین ناصر امانی بزرگ‌ترین منتقد زاکانی معتقد است شهردار تهران بعد از ۱۰ ماه به جای ارائه گزارش از عملکرد خود، هنوز برنامه اداره شهر ارائه می‌دهد! به زعم امانی، زاکانی تعداد زیادی برنامه را زخمی کرده و نیمه‌کاره ول کرده است.

### فرسودگی پله‌های برقی
در طول دومین سال فعالیت وی به عنوان شهردار، رسانه‌های متعددی دربارهٔ خرابی پله برقی‌های تهران صحبت کرده‌اند. طرح این موضوع درحالی بود که زاکانی شهردار تهران در حاشیه جلسه دولت در جمع خبرنگاران در پاسخ به گزارش یک خبرنگار در مورد تعداد بالای خرابی پله برقی‌ها در سطح شهر گفت: برای خبرنگاران تور می‌گذارد تا وضعیت استاندارد پله برقی‌های تهران را نمایش دهد، اما در این بین در چند ماه گذشته مشکلات زیادی برای شهروندان در استفاده از پله‌های برقی رخ داده بود. در پی بروز این مشکلات در حادثه ای دیگر بر روی پله‌برقی متروی علی‌آباد دست بچه‌ای ۹ ساله در یکی از همین پله برقی‌های ناایمن شهری قطع شد.سخنگوی شورای اسلامی شهر تهران درخصوص سقوط مسافران از پله برقی مترو نیز گفت: طی گزارشی که از مترو تهران گرفتیم؛ مشخص شد علت حادثه بروز مشکل فنی بوده است.این عضو شورای شهر تهران پیشنهاد داد که در قالب یک دو فوریت نسبت به جمع کردن کل پله برقی‌ها اقدام شود تا این مصیبت از سر مردم باز شود. در این بین عملکرد زاکانی در مدیریت شهری و نپذیرفتن وظایف و کوتاهی در انجام آن حتی مورد انتقاد دوستان و همفکرانش هم قرار گرفت.

### خرید ۱۷۵ دستگاه اتوبوس جدید
در ابتدای مدیریت زاکانی در حوزه حمل ونقل ترافیک، خرید ۱۷۵ دستگاه اتوبوس جدید، تعمیرات اساسی و احیای ۵۰۰ دستگاه اتوبوس، امضای قرارداد خرید ۱۰۰۰ دستگاه اتوبوس جدید و در نهایت افزایش ۳۲۵۰ دستگاه اتوبوس به ناوگان، نوسازی بیش از ۲۵۰۰ دستگاه تاکسی در ۶ ماهه دوم سال ۱۴۰۰، افتتاح ۳ ایستگاه جدید، یک تقاطع و ۶ ورودی مجزای ایستگاهی جدید در خطوط ۶ و ۷ مترو از جمله اقدامات وی بوده است.

### کپی‌کاری ناشیانه ۱۱ میلیارد تومانی
در ماه رمضان ۱۴۰۲ بر اساس قراردادی که در سامانه شفافیت شهرداری تهران قرار گرفته، تهیه و نصب نماد ماه «اسماءالحسنی» توسط شهرداری تهران بیش از ۱۱ میلیارد تومان هزینه داشته است. متخصصان با توجه به تشابه این نماد به ساختمان موزه آینده در دبی آن را کپی‌برداری ناشیانه‌ای از این مرکز می‌دانند و انتقادات زیادی هم به نداشتن طرح‌ها و ایده‌های نو از سوی شهرداری تهران مطرح نمودند.

### معضل بارش برف و باران
در بهمن ماه ۱۴۰۱ زمانی که بارش برف در مناطقی از تهران شدت گرفت، به سرعت خطوط قرمز رنگی در نقشه‌های ترافیکی ظاهر شد که حکایت از ترافیک سنگین و راه بندان داشت؛ وضعیتی که به باور برخی شهروندان گلایه مند، در نتیجه کوتاهی و قصور شهرداری تهران تشدید شده بود و نشان می‌داد که پیش‌بینی‌های لازم در این خصوص صورت نگرفته است.حسن رسولی عضو سابق شورای شهر تهران در انتقاد به عملکرد زاکانی گفت: نمی‌توان از کسی که در طول دوره مدیریتی خود حتی یک روز یک روستا را اداره نکرده است، انتظار داشته باشیم با قرار گرفتن در جایگاه شهردار تهران، به ویژه در روزهای بحرانی و وقوع حوادث غیرمترقبه مانند برف و سیل یا غیرطبیعی مانند آتش‌سوزی، بتواند باتکیه بر تجارت نداشته، بهتر از این عمل کند. باید شورای شهر برای انتخاب زاکانی و وحیدی وزیر کشور برای تأیید این حکم، مورد سؤال قرار بگیرند. چرا که علی‌رغم اعتراض رسمی سازمان بازرسی کل کشور که زاکانی فاقد شرایط لازم برای سمت شهرداری است، بازهم با این وجود، حکم او را تأیید کردند.ناصر امانی، عضو شورای شهر تهران در انتقاد از مدیریت شهری راجع به برف پنجشنبه که تهران را قفل کرد گفت: بروید ببینید مردم زیر پست عذرخواهی من چه نوشته‌اند؟ من شرم دارم کامنت‌های مردم را اینجا بخوانم! گفته‌اند همه شما شورا را رها کنید. شهر را رها کنید خودش اداره می‌شود. آقای زاکانی بعدازظهر روز چهارشنبه یا پنجشنبه باید به اتاق مانیتورینگ معاونت حمل و نقل می‌رفت و معاونت‌ها و شهرداران را به خط می‌کرد تا آن فاجعه نصف شب اتفاق نیافتد.

### ساختمان‌های خلازیر
در روز یک‌شنبه روز یکشنبه ۱۵ مردادماه ۱۴۰۲ چند ساختمان نیمه‌ساز در منطقه ۱۹ فرو ریختند. این حادثه در پی اقدام شهرداری تهران رخ داد که به تخریب غیراصولی ساخت و سازهای غیرمجاز محله خلازیر در منطقه ۱۹ اقدام کرده بود. این حادثه جان ۵ تن از شهروندان را گرفت. یک روز پس از این اتفاق زاکانی از شهردار منطقه ۱۹ تهران تقدیر به عمل آورد. زاکانی در این مراسم علاوه بر امین توکلی‌زاده، معاون اجتماعی و فرهنگی شهرداری، از تورج فرهادی، شهردار منطقه ۱۹ نیز دعوت کرد تا دربارهٔ ساخت و سازهای غیرمجاز سخنرانی کند.

### گم شدن ۱۷ هزار میلیارد تومان در شهرداری تهران
احمد صادقی، رئیس کمیته شفافیت شورای شهر تهران با تأکید بر راستی‌آزمایی در ردیف‌های درآمدی شهرداری در سال ۱۴۰۱، از درآمد ۸۰ هزار میلیارد تومانی و هزینه ۵۲ هزار میلیارد تومانی خبر داد و گفت حدود ۱۷ هزار میلیارد تومان «در هیچ محلی هزینه نشده و سؤال ما این است که این درآمد کجاست».

### زباله‌گردی
طرح زباله‌گردی که در دوران شهرداری محمدباقر قالیباف شروع شد.در دوران شهرداری علیرضا زاکانی نیز ادامه پیدا کرد.بسیاری از کودکان زباله‌گرد ایرانی و برخی دیگر از اتباع خارجی هستند که به عنوان نیروی کار ارزان مورد سوءاستفاده پیمانکاران شهرداری‌ها قرار گرفته‌اند.

### حجاب‌بان
در ابتدای سال ۱۴۰۲، علیرضا زاکانی، شهردار تهران، اعلام کرده بود که در ایستگاه‌های مترو تهران یگان حفاظت شهرداری برای کار «ایجابیِ سنگین» مستقر کرده تا با شهروندانی که از نظرشان مشکل داشته باشند برخورد و از ورود آنها به مترو جلوگیری کنند.شهرداری تهران با درخواست وی ۴۰۰ نیروی یگان حفاظت شهرداری را با عنوان «حجاب‌بان» با حقوق ماهانه ۱۲ میلیون تومان در مترو مستقر کرد. این نیروهای آموزش دیده که توسط شرکت «حامیان شهر شهرداری تهران» استخدام شده‌اند، وظیفه آن‌ها تذکر لسانی، ممانعت از ورود به واگن‌های مترو و تحویل بدحجاب‌ها یا بی‌حجاب‌ها به پلیس اعلام شده است.
مهدی چمران، رئیس وقت شورای اسلامی شهر تهران در مصاحبه‌ای اجرای این طرح را تلویحاً تأیید کرد.
با بستری‌شدن آرمیتا گراوند و گزارش‌های غیررسمی مبنی بر عاملیت مجرمانه نیروهای حجاب‌بان در این مورد، اخباری مبنی بر توقف موقت فعالیت این عوامل منتشر شد.

### سفر به چین و عقد قرارداد در حوزه حمل و نقل عمومی
زاکانی به همراه محسن هرمزی، معاون حمل و نقل و ترافیک، لطف‌الله فروزنده، معاون مالی و اقتصادی و همچنین جعفر تشکری‌هاشمی، رئیس کمیسیون عمران و حمل و نقل شورای شهر تهران در ۲۴ مهرماه برای شرکت در اجلاس شهرداران کلانشهرهای راه ابریشم عازم چین شد تا در جریان این سفر دربارهٔ قرارداد ۶۳۰ دستگاه واگن رایزنی کند. در انتها این سفر قرارداد دریافت ۶۳۰ واگن مترو که قبلاً موضوعات مرتبط با پیش‌پرداخت و گشایش خط اعتباری مربوط به آن صورت پذیرفته بود، نهایی شد.

### ۱۳۷ پلاس
مرکز سامانه مدیریت شهری و نظارت همگانی شهرداری تهران ۱۳۷ پلاس یکی از مراکز خدمت رسان عمومی ایران که به صورت هفت روز هفته و ۲۴ ساعت شبانه روز جهت ثبت درخواست‌ها و شکایت‌های مردمی از عملکرد شهرداری تهران فعالیت دارد. این سامانه در دوره مدیریت شهری زاکانی در ۲۴ اردیبهشت ۱۴۰۱ طرح سامانه ۱۳۷ پلاس در نتیجه ادغام دو سامانه ۱۳۷ و ۱۸۸۸ رونمایی گردید.

### تعطیلی خانه اندیشمندان علوم انسانی
در ۱۴ تیرماه ۱۴۰۲ با تصمیم علیرضا زاکانی، شهردار تهران، خانه اندیشمندان علوم انسانی تخلیه و پلمب شد. شورای شهر تهران با این اقدام زاکانی مخالفت کرده بود. چهره‌های علوم انسانی، معماری و شهرسازی با تجمع در برابر این نهاد به اقدام شهرداری اعتراض کردند. پلمب کرردن این مجموعه در روز سه‌شنبه ۱۳ تیر ۱۴۰۲ توسط، معاون فرهنگی و اجتماعی شهرداری و مدیرکل مطالعات فرهنگی و اجتماعی، به‌همراه تعداد زیادی عوامل اجرایی شهرداری تهران با در دست داشتن حکم پلمب این ساختمان صورت گرفت. معاونین اجرایی این امر اقدام به تغییر قفل‌ها و بیرون کردن عوامل اجرایی خانه اندیشمندان علوم انسانی کردند.

### درآمد از قطع کردن درختان
بهروز شیخ رودی، کارشناس مالیه و اقتصاد شهری با اشاره به انتفاع مالی شهرداری از درخت کشی و قتل‌عام باغات در تهران در گزارش خود در آذرماه ۱۴۰۲ گفت، در خلال سالهای ۱۴۰۰ تا پایان شهریور ۱۴۰۲ یعنی دوره مدیریت شهری ششم ما شاهد آن هستیم که رقمی بالغ بر ۱ هزار و ۱۳۴ میلیارد تومان درآمد از قطع درختان کسب شده است، درآمدی که مدیریت شهری دوره ششم در دوسال عملکرد خود ثبت کرده است نسبت به عملکرد مدیریت شهری دوره پنجم ۹۵ درصد رشد پیدا کرده است، این رشد در حالی رخ داده است که شورای ششم اجازه رشد مبلغ جریمه قطع درختان را نسبت به دوره پنجم مدیریت کرده است و رقم ریالی جریمه‌ها با سیاستگذاری شورا نهایتاً ۲۰ درصد افزایش پیدا کرده اما عملکرد ریالی زاکانی و مدیرانش در درآمد زایی از قطع درختان در مدت دوسال نسبت به چهار ساله دوره پنجم چیزی حدود ۹۵ درصد افزایش پیدا کرده است. ناصر امانی در صحن شورای شهر تهران نیز افشا کرد که دست کم ۱۲ هزار اصله درخت پارک‌جنگلی‌های تهران خشک و بخشی از آن‌ها قطع شده‌اند. به گفته این عضو شورای شهر، چهار هزار و ۳۵۰ اصله درخت در پارک ملی سرخه‌حصار، ۷۲ اصله درخت در پارک جنگلی لویزان و هفت هزار و ۹۸۱ اصله درخت در چیتگر در بازه زمانی یک‌ساله خشک شده‌اند و اینک اداره کل منابع طبیعی مجوز قطع آن‌ها را با همراهی و همگامی شهرداری تهران صادر کرده است.

### انتصاب‌های متعدد فامیلی در شهرداری
در دوره مدیریت شهری زاکانی، انتصاب‌های فامیلی بسیاری صورت گرفت. یکی از این انتصاب‌ها آبان ماه سال ۱۴۰۰ بود که زاکانی در حکمی دامادش حسین حیدری را به سمت مشاور و دستیار ویژه شهردار در هوشمندسازی، فناوری‌های نوین و نوآوری شهری منصوب کرد. همچنین شهردار تهران پیش از این انتصاب در مناظره‌های انتخاباتی در نقد فامیل‌سالاری اظهارنظرهایی کرده بود. انتصاب داماد زاکانی در شهرداری تهران واکنش‌های زیادی به دنبال داشت. علی‌اصغر قائمی عضو شورای شهر تهران دربارهٔ دخالت پدر حسین حیدری در مسائل مدیریت شهری خبر داده بود. وی گفت، داماد زاکانی که جای خود اما پدر داماد زاکانی در یک طبقه از سازمان فرهنگی و هنری نشسته و در بسیاری از اقداماتی که در این سازمان مالی و غیرمالی امر و نهی می‌کند. حسین حیدری و مریم زاکانی مدیران شرکت عمیدرایانه شریف هستند که مشتریانش همراه اول و شرکت ارتباطات زیرساخت مخابرات ایران هستند.  یکی از شرکت‌های مرتبط با او نیز شرکت ایده‌نگار عرش است.  حیدری از طرف زاکانی به سمت رئیس هیئت مدیره هلدینگ فناوری اطلاعات بانک شهر نیز منصوب شده است.

### وعده ساخت مسجد جامع اهل سنت تهران
زاکانی شهردار تهران در هفته وحدت اسلامی سال ۱۴۰۳ هجری خورشیدی، وعده اجرایی شدن احداث مسجد جامع مخصوص اهل سنت در جنوب شهر یا شمال شهر تهران را به حمید شهریاری و میهمانان حاضر در کنفرانس بین‌المللی وحدت اسلامی داد.

### فساد مالی

#### کمک‌هزینه‌های میلیاردی
عبدالرضا داوری، فعال سیاسی در توئیتی نوشت: «هفته قبل سندی تکان دهنده دربارهٔ پرداخت ۲۵/۵ میلیارد تومان کمک هزینه مسکن به ۳۶ مدیر انقلابی منصوب زاکانی در شهرداری تهران بدستم رسید که اینک با قطعیت اصالت، منتشرش می‌کنم. مدیران انقلابی این لیست بیش از ۷۰۰ میلیون تومان، به‌طور متوسط کمک هزینه مسکن دریافت کردند. علاوه بر این، شورای شهر اجازه پرداخت هشت میلیارد تومان زیر عنوان کمک شهردار تهران به تشکل‌های مذهبی، ۴۰ میلیارد تومان کمک شهردار به اشخاص و موسسات خصوصی و ۱/۵ میلیارد کمک شهردار به افراد شاغل در رسانه داده است. همچنین سازمان حراست شهرداری تهران که آن هم در بودجه، زیر مجموعه دفتر شهردار است، اجازه دارد ۱۲ میلیارد تومان بابت جمع‌آوری اخبار و اطلاعات و سه میلیارد بابت رَصَد فضای مجازی پرداخت کند.

#### سپردن زمین ۳۰ هزار متری به هواپیمایی ماهان
اسنادی به دست رویداد۲۴ رسیده که نشان می‌دهد شهرداری تهران سند شش دانگ یک زمین به مساحت ۳۰ هزار متر مربع در یکی از بهترین نقاط تهران یعنی باغات منطقه ۲ را در اختیار هواپیمایی ماهان قرار داده تا در آن «اقدام به ساخت مرکز تفریحی و گردشگری» کند! در این قرارداد چندین ابهام وجود دارد که در این گزارش آن شرح داده شده است. ۱۹ فروردین ماه امسال قراردادی میان سازمان سرمایه‌گذاری و مشارکت‌های مردمی شهرداری تهران، سازمان املاک و مستغلات شهرداری تهران و نماینده شهرداری منطقه ۲ تهران به عنوان یک طرف قرارداد و شرکت هواپیمایی ماهان به عنوان طرف دوم منعقد شده است. این قرارداد که در قالب BOT تنظیم شده است. قراردادهای مشارکت BOT گونه‌ای از قرارداد اقتصادی است که معمولاً بین دولت‌ها و سازمان‌های متولی اقتصاد از یک طرف و شرکت‌های بخش خصوصی از طرف دیگر منعقد می‌شود و در زمره قرادادهای مشارکت بخش عمومی و خصوصی است. در این نوع قراردادها بخش دولتی قادر نیست یا تمایلی ندارد که منابع مالی خود را صرف یک طرح اقتصادی کند و به همین دلیل اجرای پروژه را به یک شرکت دیگر می‌سپارد. شرکت سرمایه‌گذار در ازای سرمایه‌گذاری بر روی پروژه، هزینه و سود خود را از درآمد حاصل از راه اندازی پروژه برمی‌دارد و حق مالکیت پروژه به دولت منتقل می‌شود. شهرداری تهران در این قرارداد، احداث مجموعه تفریحی و گردشگری موسوم به «منطقه گردشگری ایران زمین» را در زمینی به مساحت۳۰ هزار متر مربع ککه ۲۲ هزار متر مربع آن دارای سند شش دانگ است، به شرکت هواپیمایی ماهان سپرده است.

#### فساد ۲۰ هزار میلیاردی
عضو شورای شهر تهران در مورد کشف پرونده فساد ۲۰ هزار میلیارد تومانی در شهرداری تهران، خواستار ارائه گزارشی از سوی شهرداری به شورای شهر شد و بر انتشار جزئیات بیشتر پرونده تأکید کرد.

## دیدگاه‌ها

### در مورد اصلاح‌طلبان
زاکانی در دی ۱۳۹۲، در مورد اصلاح‌طلبان گفت:
کارگزاران و اصلاح طلبان غیرخودی و ضدانقلاب نیستند بلکه خودی‌های متاخر هستند که از قافله انقلاب عقب افتاده‌اند. ما عناصر فعالی در کشور داریم که یا خودی هستند یا غیرخودی، غیرخودی‌ها ضد انقلابند اما برخی گروه‌ها نیز خودی هستند اما خودی متاخر هستند. این گروه، سلطه پذیر بوده و به راحتی می‌گویند باید انقلابی گری را کنار گذاشت و خود را با نظم جهانی هماهنگ کرد، اینها نمی‌توانند پا به پای انقلاب حرکت کنند. بعضی از عناصر اصلاح طلب از انقلابی‌های قدیمی هستند اما حرف‌های امروز آن‌ها با انقلاب و آیت‌الله خمینی منافات دارد.وی تأکید کرده است که سال‌ها طول می‌کشد تا خاطرات تلخ دوم خرداد را فراموش کنیم.

### آتش‌بس یک‌طرفه و پرهیز از جنجال‌آفرینی
علیرضا زاکانی در نقد رفتارهای جنجالی و هیجانی علیه آزادی‌های اجتماعی، یادداشتی با عنوان «امروز باید آتش‌بس یک‌طرفه داد» منتشر کرد که احمد توکلی نیز با تأکید بر لزوم «آتش‌بس» در توییتر خود نوشت: «با این اختلافات خانه‌سوز، پیشنهاد زاکانی را باید با آب طلا نوشت که گفت حتی یک‌طرفه هم شده آتش‌بس دهیم تا اصلاحات اساسی به دست دولت انجام شود.»

### عملکرد ایران در عراق و سوریه
زاکانی معتقد است اگر حضور قاسم سلیمانی در عراق نبود و ارادهٔ ایران نسبت به ماندن حکومت سوریه وجود نمی‌داشت، بغداد و دمشق سقوط می‌کردند.

## تاریخچه انتخاباتی
| سال  | انتخابات                  | آرا     | ٪     | رتبه         | یادداشت‌ها          | منبع            |
| ---- | ------------------------- | ------- | ----- | ------------ | ------------------ | --------------- |
| ۱۳۸۲ | مجلس شورای اسلامی         | ۵۴۸٬۵۲۴ | ۲۷٫۸۲ | دوازدهم      | پیروزی             | [ ۱۸۵ ]         |
| ۱۳۸۶ | مجلس شورای اسلامی         | ۴۱۸٬۸۳۶ | ۲۴٫۰۶ | بیست و چهارم | راهیابی به دور دوم | [ ۱۸۶ ]         |
| ۱۳۸۷ | دور دوم مجلس شورای اسلامی | ۳۰۷٬۷۱۷ | ۴۵٫۸۴ | چهارم        | پیروزی             | [ ۱۸۷ ] [ ۱۸۸ ] |
| ۱۳۹۰ | مجلس شورای اسلامی         | ۴۰۳٬۷۹۳ | -     | سیزدهم       | راهیابی به دور دوم | [ ۱۸۹ ]         |
| ۱۳۹۱ | دور دوم مجلس شورای اسلامی | ۳۲۷٬۸۱۸ | ۲۹٫۱۰ | دهم          | پیروزی             | [ ۱۹۰ ]         |
| ۱۳۹۲ | ریاست‌جمهوری               | –       | –     | –            | رد صلاحیت          |                 |
| ۱۳۹۴ | مجلس شورای اسلامی         | ۷۶۷٬۲۵۸ | ۲۳٫۶۲ | سی و نهم     | شکست               | [ ۱۹۱ ]         |
| ۱۳۹۶ | ریاست‌جمهوری               | –       | –     | –            | رد صلاحیت          |                 |
| ۱۳۹۸ | مجلس شورای اسلامی         | ۱۹۰٬۴۲۲ | ۵۳٫۷۶ | سوم          | پیروزی             | [ ۱۹۲ ]         |
| ۱۴۰۰ | ریاست‌جمهوری               | –       | –     | –            | کناره‌گیری          |                 |
| ۱۴۰۳ | ریاست‌جمهوری               | –       | –     | –            | کناره‌گیری          |                 |